# Кью (Лондон)
Кью (англ. Kew, /kjuː/) — район в лондонском районе Ричмонд-апон-Темза. Его население по переписи 2011 года составляло 11 436 человек. В Кью находится Королевский ботанический сад («Сады Кью»), ныне внесенный в список Всемирного наследия, в который входит комплекс дворца Кью. Кью также является домом для важных исторических документов, таких как Книга судного дня, которая хранится в Национальном архиве.
Юлий Цезарь, возможно, перешёл Темзу вброд у Кью в 54 г. до н. э. во время Галльских войн. Последующие Тюдоры, Стюарты и григорианские монархи поддерживали связи с Кью. Во время Французской революции здесь поселилось множество беженцев, и в XVIII и XIX веках он был домом для нескольких художников.
С 1965 года Кью включил в себя бывшую территорию Норт-Шин, которая включает в себя церковь Святого Филиппа и Всех Святых, первую церковь-амбаросвященную, в Англии. Сейчас он находится в объединённом приходе англиканской церкви с церковью Святого Луки в Кью.
Сегодня Кью является дорогим жилым районом из-за его пригородных особенностей. Среди них — спортивно-развлекательные площадки, школы, хорошее транспортное сообщение, архитектура, рестораны, отсутствие высотных зданий, скромные размеры дорог, деревья и сады. Большая часть Кью застроилась в конце XIX века, после появления районной линии лондонского метрополитена. Дальнейшее развитие произошло в 1920-х и 1930-х годах, когда новые дома были построены в городских огородах Норт-Шина, и в первое десятилетие XIX века, когда на берегу Темзы было построено значительно больше квартир и домов с видом на реку на земле, ранее принадлежавшей Thames Water.

## Этимология
Название Кью, записанное в 1327 году как Cayho, представляет собой комбинацию двух слов: старофранцузского kai (место приземления; отсюда происходит слово «quay») и древнеанглийского hoh (отрог земли). Отрог земли образован излучиной Темзы.

## Демография
За десять лет с момента переписи 2001 года население выросло с 9 445 до 11 436 человек, что стало самым резким десятилетним ростом в Кью с начала XX века. Частично это объяснялось преобразованием бывших земель Thames Water в жилые помещения и увеличением размеров собственности. Цифры основаны на данных для прихода Кью, границы расширенного прихода были скорректированы, чтобы все приходы в районе были одинакового размера.